# 2020年金馬經典影展
2020年金馬經典影展是在2020年7月24日至8月13日在臺北放映，6月20日舉行選片指南。該屆預告片由臺灣導演連奕琦與剪接師陳俊宏共同製作，並使用義大利音樂家尼諾·羅塔的配樂作品，向義大利導演费德里柯·费里尼致敬。

## 參展影片
- 费德里柯·费里尼
  - 《賣藝春秋（英语：Variety Lights）》（Luci del varietà），1950年
  - 《白酋長（英语：The White Sheik）》（Lo sceicco bianco），1952年
  - 《小牛》（I Vitelloni），1963年
  - 《城市愛情故事（英语：Love in the City (1953 film)）》（L'amore in città），1953年
  - 《大路》（La strada），1954年
  - 《騙子》（Il bidone），1955年
  - 《卡比莉亞之夜》（Le notti di Cabiria），1957年
  - 《甜蜜的生活》（La Dolce Vita），1960年
  - 《三艷嬉春》（Boccaccio '70），1962年
  - 《八又二分之一》（8½），1963年
  - 《鬼迷茱麗葉》（Juliet of the Spirits, 1965）
  - 《勾魂懾魄》（Spirits of the Dead, 1968）
  - 《導演筆記》（Fellini: A Director's Notebook, 1969）
  - 《愛情神話》（Fellini's Satyricon, 1969）
  - 《小丑》（The Clowns, 1970）
  - 《羅馬風情畫》（Fellini's Roma, 1972）
  - 《阿瑪珂德》（Amarcord, 1973）
  - 《卡薩諾瓦》（Fellini's Casanova, 1976）
  - 《樂隊排演》（Orchestra Rehearsal, 1978）
  - 《女人城》（The City of Women, 1980）
  - 《揚帆》（The Ship Sails On, 1983）
  - 《舞國》（Ginger & Fred, 1986）
  - 《費里尼的剪貼簿》（Fellini's Intervista, 1987）
  - 《月亮的聲音》（The Voice of the Moon, 1990）

## 外部連結
- 金馬經典影展（页面存档备份，存于）